# Werfer-Brigade 3
Die Werfer-Brigade 3 war eine deutsche Nebelwerfer-Brigade im Zweiten Weltkrieg.

## Brigadegeschichte
1942 wurde im Wehrkreis XI in Celle der Kommandeur der Nebeltruppe 3 eingerichtet. Dieser wurde für die Aufstellung der Werfer-Brigade 3 verwendet.
Die Werfer-Brigade 3 wurde am 1. März 1944 durch die Umgliederung mit dem schweren Werfer-Regiment 15 und dem Werfer-Regiment 52 durch den Wehrkreis XI mit Friedensstandort Celle (ab 1944 Königsbrück im Wehrkreis IV) aufgestellt.
Die Werfer-Brigade 3 war als Heerestruppenteil in Russland und war zuletzt beim AOK 9 an der Oder eingesetzt.
Im November 1944 wurde die Werfer-Brigade 3 in die Volks-Werfer-Brigade 3 umbenannt. Im Januar 1945 wurden die Reste der aufgelösten Stellungs-Werfer-Brigade 300 in die Volks-Werfer-Brigade 3 eingegliedert. Zu Kriegsende war das Werfer-Regiment 15 unter der Führung von Major/Oberstleutnant d. R. Otto Franke und das Werfer-Regiment 52 unter Major d. R. Wichmann, welcher mit der Führung beauftragt war.
Bis September 1944 war Oberst Ernst Graewe Kommandeur der Brigade. Vom 1. September 1944 bis 17. Februar 1945 wurde die Brigade durch Oberst Robert Böhm (* 1897) und anschließend durch Oberst Wulff-Hugo Emsmann (* 1895), Sohn von Hugo Emsmann, geführt.